# Patrick Delmas
Patrick Jean Delmas (París, 28 de febrero de 1966) es un actor de cine, teatro y televisión francés nacionalizado colombiano.

## Biografía
En 1996 llega a Colombia para rodar una serie de televisión francesa, posteriormente decide volver al país para continuar con su carrera actoral y para estar en el videoclip de Darío Gómez llamado Por Las Calles Del Amor. 
En octubre de 2012 recibe la ciudadanía colombiana de manos del gobernador de Cundinamarca, Álvaro Cruz Vargas.
Es reconocido por su participación en las telenovelas Yo soy Betty, la fea, Pecados capitales, Juegos prohibidos, En los tacones de Eva, La viuda de la mafia, Allá te espero y además por su participación en la serie de televisión Aquí no hay quien viva y El laberinto de Alicia.

## Filmografía

### Televisión
| Año       | Título                        | Personaje                                           |
| --------- | ----------------------------- | --------------------------------------------------- |
| 1995      | Cœurs Caraïbes                | Lucas                                               |
| 1997      | Aventures Caraïbes            | Lucas                                               |
| 1999-2001 | Yo soy Betty, la fea          | Michel Doinel "El Francés"                          |
| 2001      | Isabel me la veló             | Antoine Fontana                                     |
| 2001-2002 | Ecomoda                       | Michel Doinel "El Francés"                          |
| 2002-2004 | Pecados capitales             | Philippe du Pont                                    |
| 2004-2005 | La viuda de la mafia          | Aníbal Montes                                       |
| 2005-2006 | Juegos prohibidos             | César Patiño                                        |
| 2006-2007 | Hasta que la plata nos separé | Michel Doinel "El Francés" (Participación especial) |
| 2006-2008 | En los tacones de Eva         | Cristóbal Santamaría Armilla                        |
| 2008      | Sin retorno                   | Samuel Molina "Ep2: Tumbas de la Colina"            |
| 2008-2009 | Aquí no hay quién viva        | Mauricio Hidalgo                                    |
| 2010-2011 | Hilos de amor                 | Roberto White / Bobby Casablanca                    |
| 2013      | Allá te espero                | Philippe Montreal                                   |
| 2013      | Retrato de una mujer          | André Bernand                                       |
| 2014-2015 | El laberinto de Alicia        | Manuel Pascual                                      |
| 2017      | Venganza                      | Helmut Gross                                        |
| 2017      | Pambelé                       | Gerome Leblanc                                      |
| 2017-2018 | Hermanos y hermanas           | Alejandro Duval                                     |
| 2018      | La ley secreta                | Simón Binoche                                       |
| 2018      | La última vez                 | papá                                                |
| 2019      | La casa de colores (Cap 2)    | Pierre                                              |
| 2019      | Distrito salvaje              | Señor Juan Antonio Legrand                          |
| 2020      | Vidas posibles                | Sebastían                                           |
| 2020-2021 | Pa' quererte                  | Alberto Sotillo                                     |
| 2021-2022 | La nieta elegida              | Germán Osorno                                       |
| 2022      | Juanpis González: la serie    | Pierre                                              |
| 2022      | Entre sombras                 | Gerard Chabrol                                      |
| 2022      | La Morenita (Cortometraje)    |                                                     |
| 2023      | Ana de nadie                  | Roberto                                             |
| 2024      | Emma Reyes                    | Jean Perromat                                       |

### Reality
| Año  | Título                     | Personaje   |
| ---- | -------------------------- | ----------- |
| 2016 | Bailando con las estrellas | Presentador |

### Cine
| Año  | Título                             | Personaje          |
| ---- | ---------------------------------- | ------------------ |
| 2017 | Loving Pablo                       | Productor          |
| 2013 | La justa medida                    | Ramón              |
| 2013 | Diario de Bucaramanga              |                    |
| 2011 | Saluda al diablo de mi parte       |                    |
| 2005 | Les gens honnêtes vivent en France | Oliver Charpentier |
| 2003 | Salwa                              |                    |
| 1997 | Bouge!                             | Jérémy             |
| 1988 | New York 1935                      |                    |

### Teatro
| Año  | Título                      | Personaje           |
| ---- | --------------------------- | ------------------- |
| 1998 | Los demonios de Dostoievski | Director de la obra |
| 2003 | Un tranvía llamado Deseo    | Stanley             |
| 2004 | El amante                   |                     |
| 2007 | El principito               | El Aviador          |
| 2008 | Closer                      |                     |
| 2014 | Pa'l centro y pa'dentro     |                     |
| 2015 | Una relación pornográfica   | Él                  |
| 2017 | Duros de amar               | Simón               |
| 2018 | ¿Y dónde está el dorado?    |                     |
| 2019 | Los vecinos de arriba       | Julio               |
| 2019 | La obra que sale mal        | Director            |
| 2020 | Teatro en casa              | Varios personajes   |
| 2022 | Perfectos desconocidos      |                     |
| 2023 | 53 Domingos                 | Victor              |
| 2024 | El Método                   | Carlos              |

## Premios y nominaciones
| Año  | Premio                        | Categoría                                     | Telenovela o serie     | Resultado | Ref.             |
| ---- | ----------------------------- | --------------------------------------------- | ---------------------- | --------- | ---------------- |
| 2003 | Premios India Catalina        | Mejor actor principal                         | Pecados capitales      | Nominado  | [ 6 ]            |
| 2005 | Premios India Catalina        | Mejor actor de reparto                        | La viuda de la mafia   | Ganador   | [ 7 ]            |
| 2005 | Premios TVyNovelas (Colombia) | Actor antagónico favorito                     | La viuda de la mafia   | Ganador   | [cita requerida] |
| 2006 | Premios India Catalina        | Mejor actor de reparto                        | La viuda de la mafia   | Ganador   | [ 8 ]            |
| 2007 | Premios India Catalina        | Mejor actor de reparto                        | En los tacones de Eva  | Nominado  | [ 9 ]            |
| 2008 | Premios TVyNovelas (Colombia) | Actor antagónico favorito                     | En los tacones de Eva  | Nominado  | [cita requerida] |
| 2009 | Premios TVyNovelas (Colombia) | Actor de reparto favorito                     | Aquí no hay quien viva | Ganador   | [cita requerida] |
| 2011 | Premios TVyNovelas (Colombia) | Actor protagónico de telenovela favorito      | Hilos de amor          | Nominado  | [cita requerida] |
| 2015 | Premios India Catalina        | Mejor actor de reparto                        | El laberinto de Alicia | Nominado  | [ 10 ]           |
| 2015 | Premios TVyNovelas (Colombia) | Protagonista masculino favorito de telenovela | El laberinto de Alicia | Ganador   | [ 11 ]           |

### Otros premios
- Premio Caracol al mejor actor extranjero,  por Pecados capitales. [cita requerida]